# Kościół Matki Bożej Królowej Świata w Sokołowsku
Kościół Matki Bożej Królowej Świata w Sokołowsku – rzymskokatolicki kościół parafialny znajdujący się w Sokołowsku w dekanacie głuszyckim w diecezji świdnickiej.
Kościół pierwotnie protestancki, parafialny wybudowany ze składek kuracjuszy w 1884 na terenie ofiarowanym przez dra Theodora Römplera (1845-1902) nad willą majora barona von Rössinga. Jest to kościół murowany i jednonawowy. Nie posiada zabytkowego charakteru. Na uwagę jedynie zasługuję prospekt organowy, drewniany, neogotycki z XIX w. oraz witraż w prezbiterium z końca XIX w.
Wbrew błędnym informacjom nie istniała tu wcześniej inna świątynia.